# Dottie West
Pour les articles homonymes, voir West.
Dottie West, née Dorothy Marie Marsh (11 octobre 1932 - 4 septembre 1991), est une chanteuse américaine de musique country.

## Biographie
Dottie West a commencé sa carrière au début des années 1960 avec Here Comes My Baby Back Again elle obtient son premier Grammy Award en 1965. Dans les années 1960, Dottie West a influencé d'autres chanteuses comme Lynn Anderson, Crystal Gayle, Barbara Mandrell, Dolly Parton et Tammy Wynette.
Au début des années 1970, Dottie West a écrit un film publicitaire pour la compagnie de Coca-Cola, intitulé Country Sunshine. À la fin des années 1970, elle travaille avec Kenny Rogers pour une série de duos dont Every Time Two Fools Collide, All I Ever Need Is You et What Are We Doin' In Love.
Au début des années 1980 elle entame une carrière solo et enregistre A Lesson in Leavin'.
Elle est décédée dans un accident de voiture en 1991.